# 東京都立第五商業高等学校
東京都立第五商業高等学校（とうきょうとりつ だいごしょうぎょうこうとうがっこう）は、東京都国立市中三丁目に所在する都立商業高等学校。学生など関係者からは五商の愛称で親しまれる。

## 設置学科
- 全日制課程 ビジネス科
- 定時制課程 商業科

## 沿革
- 1941年（昭和16年） 実業学校令商業学校規定により、東京府立第五商業学校の設立が認可。
- 1944年（昭和19年） 工業学校に転換のため、東京都立国立工業学校併置開校を認可。
- 1944年（昭和19年） 国立市中3-4（現校舎）に移転。
- 1946年（昭和21年） 学校整理統合により東京都立国立工業学校を廃止 商業学校に再転換し商業学校生徒募集再開。
- 1948年（昭和23年）
  - 新学制により東京都立第五商業高等学校と改称。
  - 定時制課程設置認可。
- 1998年（平成10年） 定時制課程が大学入学資格検定を単位として認定。
- 2000年（平成12年） 
  - 全日制課程はこの年より男子詰襟・女子セーラー服より男女ともブレザーに制服改訂。
  - 11月11日に創立六十周年記念式典を挙行。当時卒業生23,000名以上。
- 2004年（平成16年）
  - 文化・スポーツ等特別推薦を実施。
  - 都の重点支援校（3年間）、運動部活動推進指定校（3年間）に指定。
- 2006年（平成18年） 都の部活動推進指定校に指定（2年間）。
- 2008年（平成20年） 都の部活動推進指定校に再指定（2年間）。

## 特記事項
- 多摩地区唯一の商業高校として、2020年に全日制課程は創立80周年、定時制課程は70周年された。
- 実業学校系のナンバースクール_(旧制中等教育学校・新制高校)として多摩地区を代表する伝統校である。
- 2004年には東京都の「重点支援校」に指定をうける。「五商再生総合プラン」の策定と教育改善への取り組みが評価され、三田、小山台、上野高校等８校とともに都教育委員会から特別の支援を受ける。特色としては、このプランは教職員からの提案を集約して作成されたもので、計画書は40ページに及ぶ冊子となっている。習熟度別授業や少人数指導、放課後などを活用した補習、基礎学力充実特別講座や課題意識開発セミナーが開始される。就職・進学・資格取得等の実績が年々向上していく契機となる。
- 東京都は東京都立第二商業高等学校を閉課し、多摩地区唯一の商業高校である第五商業高校の校舎棟改築工事を行い、最新設備を誇る新校舎が完成した。令和となり、東京都立五日市高等学校商業科を廃し、多摩地区唯一の商業高校である東京都立第五商業高等学校へ優秀な教職員を集中的に人事配置している。
- ビジネス人材育成推進校である。
  - 制度趣旨は「商業高校10校を「ビジネス人材育成推進校」に指定し、民間事業者と連携した様々な講座等の受講を通じて、生徒が実社会や進学先等で役立つ実践的なスキルを習得」を企図する[1]。実業学校系の伝統あるナンバースクールは名門商業高校として政財官界をはじめ税理士、公認会計士などの職業会計人を輩出している。
- 就職内定率は12年連続100％
- 独自の大学進学指導計画により、中央大や成蹊大、日本大などの指定校推薦を有する。
- 指定校推薦にとどまらず、総合型選抜・学校推薦型選抜・全商協会特別推薦など、商業の専門性を活かしている。
- 一橋大学、東京都立大学などの地域の大学の教授等や、国際ロータリー第2750地区、日本政策金融公庫など、地元企業や公的機関、NPO法人などと連携してきた。
- 生徒の主体性を伸ばすため、ノーチャイム制を導入している。
- 「五商ショップ」を行っている。
- 情報処理技術者国家試験（ITパスポート）合格に力を入れている。
- 第3学年教養選択科目は中国語、フランス語、韓国語の授業がある。
- 専門の学びをはじめ共通教科の多彩な授業を展開している。
- 令和4年、難関試験である国家公務員税務職員へ3名合格している。
- 都立学校公開講座
  - 学内に於いて日商簿記２級講座を近隣住民へ向けて開講している[2]。

## 五商ショップ
- 「実業意欲向上プログラム」で農業高校生と商業高校生が連携販売することである。
- 実業意欲向上プログラムは、2004年（平成16年度）から、いくつかの都立の商業高校や農業高校などの専門高等学校で実施されている。
- 都立瑞穂農芸高等学校から「シクラメン」「たまご」、都立農芸高校から「リンゴジャム」、都立農業高校から「野菜」「花」「観葉植物」などを仕入れ、国立市谷保駅前・富士見台名店街で販売した。
- 2024年、2025年と引き続き、JR中央線コミュニティデザインと協業し、「高校生が自ら仕入れ、企画を行った商品を販売」をしている。2025年のテーマは「＼規格外のおいしさ‼／サクラとキミに恋する Sweet&Bitter フェス」であった。「3年生課題研究 起業探究チーム」も取り組む。北海道の和菓子と茨城県のサツマイモの仕入れと販売、国立市のベーカリーショップとフルーツサンドの共同開発、函館市の珈琲会社と珈琲の共同開発をした[3]。

## マスメディア
- 東京新聞“これ1本で目元OK　ロケット鉛筆型メークブラシ　都立五商の生徒考案　製造・販売資金、ネットで募集”[4]
- 東京新聞“独自商品販売で得た利益を国立市に寄付　都立第五商業高校の生徒ら”[5]
- 朝日新聞“オリジナル商品など販売「五商ショップ」今後も継続へ”[6]
- テレビ朝日「東京サイト」魅力いっぱい都立学校～第五商業高校～（放送：2023年10月5日（木））[7]

## 商品開発
- 2021年：ロケット鉛筆型メークブラシ、2022年：コーヒー豆

## 東京プランニング・ラボ
東京プランニング・ラボとは東京都の商業高校に通う生徒が企業から与えられたテーマに対してビジネスプランを考えていく実学のビジネススクールである。第五商業高校は東京プランニング・ラボの参加校である。
- 事例

2023年、東京都の商業高校7校(第五商業高校・葛飾商業高校・芝商業高校・千早高校・第三商業高等学校・第四商業高等学校・大田桜台高等学校)の生徒は、ヤマザキパンと共同開発を行った。
2024年4月、ヤマザキランチパック青春の味（ラムネ風味クリーム＆ホイップ）として販売された。

## 周辺環境・交通機関

### 周辺環境
- 徒歩圏には東京女子体育大学と一橋大学がある。若者向けのカフェやレストラン等の商業施設が多い。
- 第五商業高校の所在地は文教地区の指定をうけている。国立駅南口からの大学通りの桜並木と相まって、日本有数の高級住宅地となっている。
- 第五商業高校の周辺[10]が内閣府による「注視区域」（重要土地等調査法）に指定され、警察活動も強化されていることから、周辺環境の治安もたいへん良好である。

### 交通
- JR中央線（快速）国立駅より徒歩15分
- JR南武線谷保駅より徒歩15分
- 立川バス国14・国15-2 ｢五商入口｣下車。

## 部活動

### 文化部
- 簿記部
  - 東京都高等学校簿記競技大会、全商簿記競技大会等にて活躍（事例：令和5年、全国高等学校簿記競技大会東京都大会団体戦　優勝）
- 珠算部
- 華道部
- 茶道部
- 英語同好会
- ボランティア部
- イラスト部
- クッキング部
- パソコン部
- 演劇部
- 軽音楽部
- 書道部
- 吹奏楽部

### 運動部
- 弓道部
  - 2010年代には学校設定科目として「日本の伝統・文化」に関する選択科目として「体育・弓道」（対象：第3学年の女子生徒）を開講していた[11][12]。
- テニス部
- バスケットボール部
- バレーボール部
- ダンス部
- 卓球部
- 陸上競技部
- ソフトボール同好会
- バドミントン部
- サッカー部
- 硬式野球部

## 生徒会
毎週火曜日に定例会を行う。主な活動内容は、文化祭での物品貸し出し、学校説明会の手伝い、生徒会新聞の発行、また、校内に目安箱を設置して生徒からの意見集約などをする。

## 関係者
出身者
- 海老原博幸（プロボクサー、元ボクシングフライ級世界チャンピオン、中退）
- 小川友一（元政治家、衆議院議員）
- 倉田麗華（政治家）
- 近藤剛（元政治家、元日本道路公団総裁、元バーレーン大使）
- 藤田順三（前ブリスベン総領事、現ウガンダ共和国大使）
- 新堀寛己（芸術学・哲学博士、ギターオーケストラ創始者、国際赤十字芸術伝道大使）
- 片桐夕子（女優）
- 池田勝（声優、俳優）

教職員
- 左幸子（女優、元体育教員）
- 増田通二（経営者、元社会科教員）